# Ron Donachie
Ron Donachie, pseudonimo di Ronald Eaglesham Porter (Dundee, 26 aprile 1956), è un attore scozzese.

## Biografia
Donachie è nato a Dundee, in Scozia, come Ronald Eaglesham Porter. Nel 1979 si laurea all'Università di Glasgow in Letteratura e teatro inglese.
È noto principalmente per il ruolo dell'ispettore Rebus negli adattamenti dei romanzi di Ian Rankin per la BBC Radio 4 e per i suoi ruoli secondari nel film Mowgli - Il libro della giungla, nel ruolo del sergente Harley, e nelle prime due stagioni della serie televisiva Il Trono di Spade, in cui interpreta ser Rodrik Cassel, il maestro d'armi di Casa Stark.
Dal 1989 è sposato con Fiona Biggar dalla quale ha avuto due figli: l'attore Daniel Portman, anch'egli nel cast de Il Trono di Spade nel ruolo di Podrick Payne, e Naomi.

## Filmografia parziale

### Cinema
- Misfatto bianco (White Mischief), regia di Michael Radford (1987)
- Mowgli - Il libro della giungla (Rudyard Kipling's The Jungle Book), regia di Stephen Sommers (1994)
- Creature selvagge (Fierce Creatures), regia di Fred Schepisi e Robert Young (1997)
- Titanic, regia di James Cameron (1997)
- Beautiful Creatures, regia di Bill Eagles (2000)
- Sfida per la vittoria (A Shot at Glory), regia di Michael Corrente (2000)
- Man Dancin', regia di Norman Stone (2003)
- Man to Man, regia di Régis Wargnier (2005)
- The Flying Scotsman, regia di Douglas Mackinnon (2006)
- Daisy vuole solo giocare (The Daisy Chain), regia di Aisling Walsh (2008)
- Max Manus, regia di Joachim Rønning e Espen Sandberg (2008)
- Un amore di testimone (Made of Honor), regia di Paul Weiland (2008)
- Blitz, regia di Elliott Lester (2011)
- Filth, regia di Jon S. Baird (2012)
- Steel Rain, regia di Yang Woo-suk (2017)

### Televisione
- Tutti Frutti – serie TV, 6 episodi (1987)
- Cracker – serie TV, episodio Brotherly Love (1995)
- Hamish Macbeth – serie TV, 2 episodi (1995-1996)
- Metropolitan Police – serie TV, 18 episodi (1990-2004)
- Shackleton, regia di Charles Sturridge – miniserie TV, 2 puntate (2002)
- Doctor Who – serie TV, 1 episodio (2006)
- The Deep – miniserie TV, 3 episodi (2010)
- Il Trono di Spade (Game of Thrones) – serie TV, 13 episodi (2011-2012)
- Waterloo Road – serie TV, 7 episodi (2012)
- Downton Abbey – serie TV, 1 episodio (2012)
- The Field of Blood – serie TV, 2 episodi (2013)
- Atlantis – serie TV, 1 episodio (2013)
- Blandings – serie TV, 4 episodi (2013-2014)

## Doppiatori italiani
Nelle versioni in italiano delle opere in cui ha recitato, Ron Donachie è stato doppiato da:
- Glauco Onorato in Mowgli - Il libro della giungla
- Franco Chillemi in Titanic
- Giancarlo Padoan in Doctor Who
- Mario Scarabelli in Daisy vuole solo giocare
- Angelo Nicotra ne Il Trono di Spade